# ドラゴンリバーシ
『ドラゴンリバーシ』は、株式会社NTTドコモ、株式会社イニスから配信されていたiOS・Android(12月下旬予定)用ゲームアプリ。略称は『ドラバシ』。2014年12月4日サービス開始。2015年12月17日サービス終了。

## 概要
ジャンルは、RPGとリバーシを融合させたターン制RPG。
RPG的な要素は、ユニットと呼ばれるキャラクターの収集と育成、バトルである。プレイヤーは最大9体(1体はバトル直前にフレンドユニットを選択)のユニットで構成されるパーティを編成しクエストに挑戦、リバーシで敵のコマを挟んで裏返すたびに攻撃を行う。敵のHPをゼロにすると勝利となる。
メインストーリーがあり、クエストをクリアしていくとストーリーパネルが現れる。ストーリーパネルとタップしなければ、ストーリーを見ずにゲームを進行させる事も可能。
コロシアムでは、リアルタイム通信対戦が出来、参戦すると自動的に対戦相手がマッチングされる。
プレイヤーが使用できるユニットは、ガチャ、クエストで敵を倒した際のドロップなどによって入手することができる。
ゲーム自体は無料だが、コンティニューやスタミナの回復、プレミアムガチャを回す際などに必要なクリスタルが課金アイテムとなっている。

## ゲームシステム
- 自分の持ち駒が画面下に5つ並んでおり、これを6x6の盤面にドラッグで置いて行く。
- 置ける場所は盤面のマスの色が変わっており、それ以外の場所で手を離しても変な所に置かれる事はない。
- プレーヤーは5×2のデッキ構成となっており、最初に表示されていた前衛5つを使い切ると自動的に後衛5つが現れ、後衛5つを使い切ると前衛5つが現れるといった事を繰り返す。
- バトル以外の画面構成はパズドラ、モンスト、チェインクロニクル風の見慣れたもの。